# FOXL1
FOXL1 (англ. Forkhead box L1) – білок, який кодується однойменним геном, розташованим у людей на 16-й хромосомі. Довжина поліпептидного ланцюга білка становить 345 амінокислот, а молекулярна маса — 36 490.
| 10         |  | 20         |  | 30         |  | 40         |  | 50         |
| ---------- |  | ---------- |  | ---------- |  | ---------- |  | ---------- |
| MSHLFDPRLP |  | ALAASPMLYL |  | YGPERPGLPL |  | AFAPAAALAA |  | SGRAETPQKP |
| PYSYIALIAM |  | AIQDAPEQRV |  | TLNGIYQFIM |  | DRFPFYHDNR |  | QGWQNSIRHN |
| LSLNDCFVKV |  | PREKGRPGKG |  | SYWTLDPRCL |  | DMFENGNYRR |  | RKRKPKPGPG |
| APEAKRPRAE |  | THQRSAEAQP |  | EAGSGAGGSG |  | PAISRLQAAP |  | AGPSPLLDGP |
| SPPAPLHWPG |  | TASPNEDAGD |  | AAQGAAAVAV |  | GQAARTGDGP |  | GSPLRPASRS |
| SPKSSDKSKS |  | FSIDSILAGK |  | QGQKPPSGDE |  | LLGGAKPGPG |  | GRLGASLLAA |
| SSSLRPPFNA |  | SLMLDPHVQG |  | GFYQLGIPFL |  | SYFPLQVPDT |  | VLHFQ      |

A: Аланін

C: Цистеїн

D: Аспарагінова кислота

E: Глутамінова кислота

F: Фенілаланін

G: Гліцин

H: Гістидин

I: Ізолейцин

K: Лізин

L: Лейцин

M: Метіонін

N: Аспарагін

P: Пролін

Q: Глутамін

R: Аргінін

S: Серин

T: Треонін

V: Валін

W: Триптофан

Задіяний у таких біологічних процесах, як транскрипція, регуляція транскрипції. 
Білок має сайт для зв'язування з ДНК. 
Локалізований у ядрі.